# Broad Street (métro de New York)
Pour les articles homonymes, voir Broad Street et Broad.
Broad Street est une station souterraine du métro de New York située dans le Financial District, à Manhattan. Elle est située sur la BMT Nassau Street Line, issue de l'ancien réseau de la Brooklyn-Manhattan Transit Corporation (BMT). Sur la base de la fréquentation, la station figurait au 312e rang sur 421 en 2012.
Elle fait office de terminus pour les deux services qui y circulent :
- les métros J y transitent en semaine (sauf la nuit) ;
- la desserte Z y transite durant les heures de pointe dans la direction la plus encombrée.